# Галуза, Григорий Григорьевич
Григо́рий Григо́рьевич Галу́за (21 января 1918, село Дебрево, Носовский район, Черниговская область, Украина — 8 декабря 2006, Балашиха) — командир разведывательной роты 9-й гвардейской механизированной бригады 3-го гвардейского механизированного корпуса 1-го Прибалтийского фронта, гвардии капитан, Герой Советского Союза.

## Биография
Родился 21 января 1918 года в крестьянской семье. Украинец. Окончил техникум пищевой промышленности. Работал на мясокомбинате.
В Красной Армии с 1938 года. Участник освободительного похода советских войск в Западную Украину и Западную Белоруссию 1939 года, советско-финской войны 1939—40 годов. Окончил курсы «Выстрел». Участник Великой Отечественной войны с 22 июня 1941 года.
Разведывательная рота под командованием гвардии капитана Галузы 27—30 июля 1944 года под литовским городом Ионишкис прорвалась в тыл противника, разгромила несколько вражеских подразделений и колонну автомашин. Действия роты способствовали овладению бригадой городами Ионишкис и Елгава.
Звание Героя Советского Союза с вручением ордена Ленина и медали «Золотая Звезда» (№ 7233) гвардии капитану Галузе Григорию Григорьевичу присвоено Указом Президиума Верховного Совета СССР от 24 марта 1945 года.
Участник советско-японской войны 1945 года. С 1961 года майор Галуза Г. Г. — в запасе. Жил и работал в Москве, затем переехал на жительство в город Балашиха Московской области. Умер 8 декабря 2006 года. Похоронен на Николо-Архангельском кладбище в Балашихе.

## Память

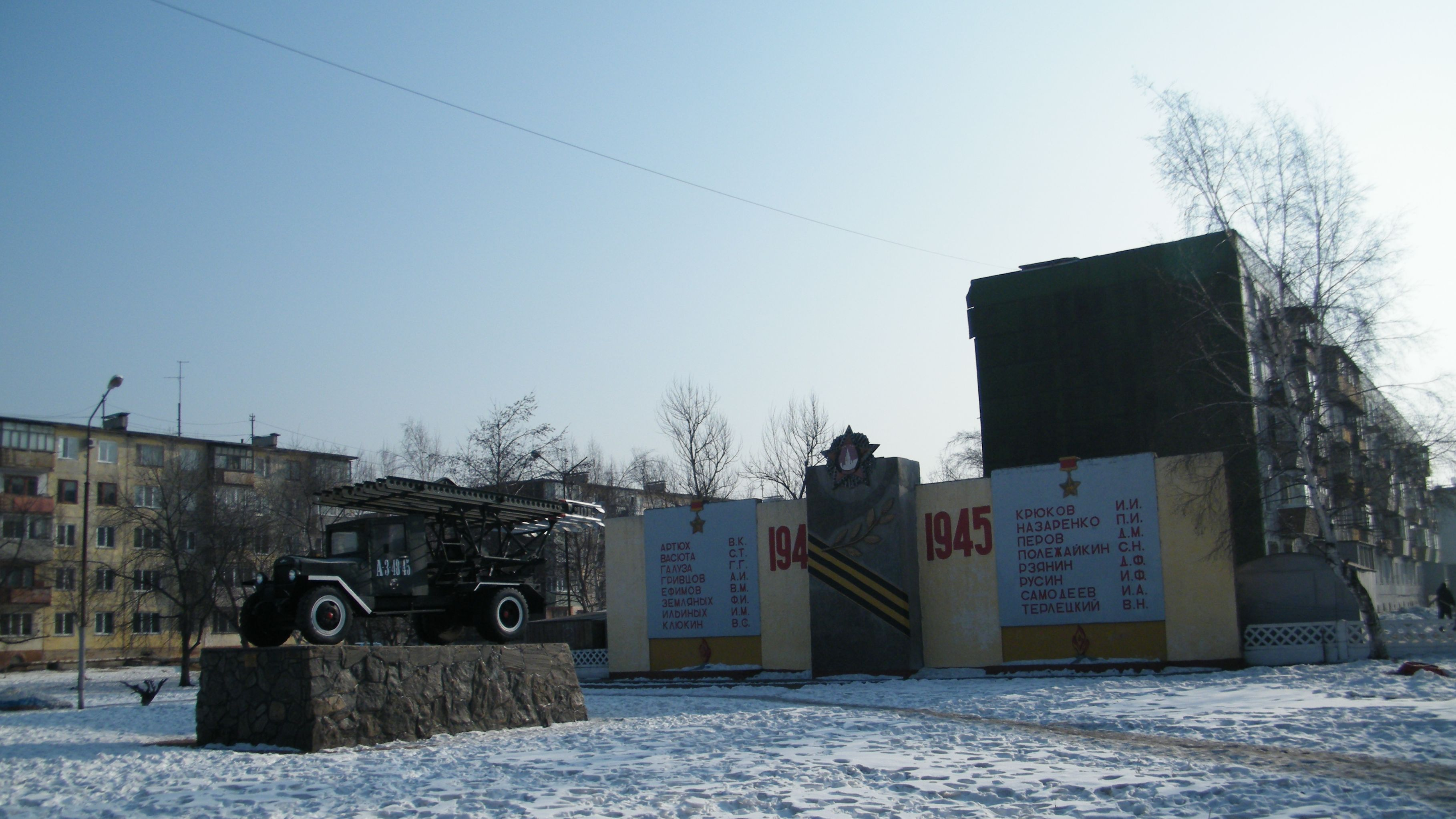
Город Уссурийск, УВВАКУ

- Надгробный памятник на Николо-Архангельском кладбище.
- Памятная мемориальная доска на аллее Героев в Балашихе.
- Памятник на дороге Елгава—Элея.
- Имя воина-водителя Героя Советского Союза Галуза Г. Г. увековечено на стене памяти Уссурийского высшего военного автомобильного командного училища.

## В воспоминаниях современников
В ходе ночного марша особенно отличился командир разведроты 9-й гвардейской мехбригады капитан Григорий Галузо. Выступив в 22 часа 27 июля из района Мяшкуйчай, который находился в 25 километрах северо-восточнее Шяуляя, он со своей ротой за 6 часов преодолел 75 километров. За городом Ионишкис танкисты догнали фашистскую колонну, отступавшую на Елгаву, обошли её, организовали засаду и разгромили противника. На подступах к Елгаве разведрота была встречена огнём бронепоезда и четырёх танков. Умело маневрируя и ведя меткий огонь из засады, разведчики вынудили гитлеровцев отступить в Елгаву и, преследуя их вместе с подошедшим передовым отрядом, ворвались в город с юга. Григорию Григорьевичу Галузо за этот бой было присвоено звание Героя Советского Союза.
— Герой Советского Союза  Маршал Советского Союза  Баграмян И.Х.  Так  шли мы к победе. -  М: Воениздат, 1977.- С.378.